# Líquido fluoroso
Por líquido fluoroso se entiende cualquier derivado de algunos compuestos orgánicos (como alcanos, éteres y aminas) en el que se han sustituido los enlaces carbono-hidrógeno por carbono-flúor y que está en estado líquido en condiciones normales.
Los principales métodos de síntesis de los líquidos fluorosos se basan en:
- Sustitución de enlaces carbono-hidrógeno por carbono-flúor
- Sustitución de enlaces carbono-halógeno por carbono-flúor
- Adición de átomos de flúor a enlaces múltiples carbono-carbono
- Formación de enlaces carbono-carbono entre compuestos fluorados

El término fluoroso fue introducido por István T. Horvát en la década de 1990 por su analogía con los medios acuosos.[cita requerida]

## Características
Entre las características de los líquidos fluorosos encontramos:
- Son químicamente inertes, por lo que se evitan reacciones laterales (subproductos) y se facilita la purificación.
- Son térmicamente estables, por lo que se pueden usar a altas temperaturas sin peligro.
- No son inflamables ni tóxicos, por lo que no existe riesgo de incendios o explosiones con su uso.
- Son inmiscibles con muchos disolventes orgánicos y con el agua, facilitando el uso de sistemas bifásicos.
- Poseen un amplio intervalo de puntos de ebullición (de 50 a 200 °C).

Actualmente los líquidos fluorosos se consideran compuestos que poseen un gran potencial de uso futuro como medio de reacción, en alternativa a los disolventes orgánicos convencionales que son, en algunos casos, altamente contaminantes. Se abre entonces la posibilidad de realizar la catálisis en líquidos fluorosos, la cual se encuentra en estudio constante, en pro de su optimización para su aplicación en procesos industriales que sean más generosos con el medio ambiente.

## Catálisis
La utilización de la catálisis en líquido fluoroso, en la que un líquido fluoroso actúa como disolvente en los procesos catalíticos es una de las alternativas, que se encuentra aún en etapa de estudio, para lograr procesos más eficientes, que generen menos desechos y menos pérdida de energía en estos procesos de catálisis a nivel industrial
A lo largo de la historia de la industria química, la catálisis ha sido una disciplina fundamental, ya que más del 80% de los productos químicos manufacturados se obtienen mediante procesos que requieren el empleo de un catalizador, al menos en una de sus etapas.
En la actualidad, la catálisis a nivel industrial se ha enfocado a una producción más limpia en apoyo a la inquietud mundial por la conservación del medio ambiente, así ha considerado las posibilidades de utilizar catalizadores, disolventes y procesos más eficientes, que generen menos desechos y menos pérdida de energía. Entre muchas otras, una de las alternativas, que se encuentra aún en etapa de estudio, es la utilización de un líquido fluoroso como disolvente en procesos catalíticos, tomando en cuenta sus características que lo perfilan como sustituto de solventes convencionales que resultan muy contaminantes.

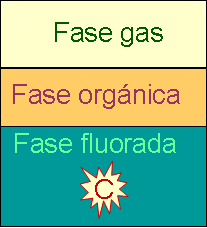
Catálisis bifásica

### Catálisis en líquidos fluorosos
Entre los procesos catalíticos que puedan involucrar un líquido fluoroso se encuentran:
- Catálisis bifásica: En la cual se emplea una fase orgánica o acuosa, en donde se encuentran los reactivos y los productos y una fase fluorada que contiene el catalizador. La reacción ocurre en la interfase o en la fase catalítica. Así, simplemente por decantación, las dos fases se separan fácilmente y el sistema catalítico se recicla. En este caso, cuando el catalizador se encuentra en una fase fluorada, existen problemas de solubilidad del mismo en ese medio, por lo que se suele modificar añadiéndole cadenas fluoradas para hacerlo más afín al disolvente.

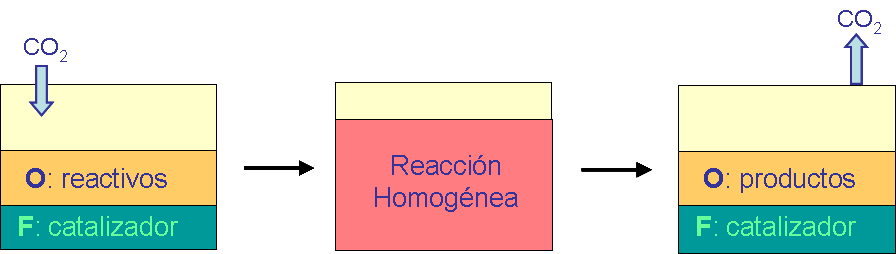
Catálisis de líquidos expandidos

- Líquidos expandidos: Una metodología diferente es la utilización de un fluido supercrítico, (por ejemplo CO2) en un sistema bifásico (fase orgánica - fase fluorada), para crear una fase homogénea en la cual ocurre la reacción, liberándose luego el fluido como gas, de manera que se generen de nuevo las dos fases; los productos quedan en la fase orgánica y el catalizador queda secuestrado en la fase fluorada, para su reutilización.